# 馬克·弗瑞施泰因
馬克·弗瑞施泰因（英語：Mark Feuerstein，1971年6月8日—）是美國的一位演員。他最著名的作品是在USA電視台電視劇慾海醫心中飾演Dr. Henry "Hank" Lawson角色。他在2003年被人物雜誌選為最美麗的50個人。